# Mahnmal für die Toten beider Weltkriege und für die Opfer des Nationalsozialismus

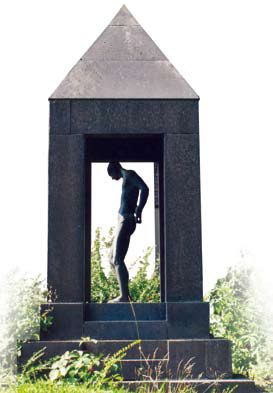
Mahnmal

Das Mahnmal für die Toten beider Weltkriege und für die Opfer des Nationalsozialismus in Bergheim ist ein Ensemble aus einer 1,35 Meter hohen Bronzeskulptur, die den heiligen Sebastian darstellt und einem Basaltlava-Bauwerk, das sich tempelartig über die Bronzeskulptur erhebt. Gerhard Marcks schuf das Mahnmal 1956 im Auftrag der Stadt. Im Folgejahr wurde es eingeweiht.
Die Figur stellt einen jungen Mann in leicht gekrümmter Körperhaltung dar. Ursprünglich durchbohrten ihn zwei Pfeile, die aber gewaltsam entfernt wurden. Das Mahnmal steht neben dem Chorraum der Kirche St. Remigius in Bergheim. Lange Zeit war es von Hecken bedeckt und kaum sichtbar. Wurzeln haben die Stufen des Unterbaus des umgebenden Gebäudes beschädigt. Im Sommer 2014 wurde das Mahnmal freigelegt.
Eine Kopie der Skulptur mit Pfeilen befindet sich im Vatikanischen Museum in Rom.

## Trivia
Streit löste der erste Entwurf aus, der den Heiligen nackt darstellte. Die Stadtväter beharrten mindestens auf einem Lendenschurz und setzten sich damit durch.